# Oreothlypis gutturalis
El chipe de garganta en llamas (Oreothlypis gutturalis), también llamado comúnmente garganta de fuego, reinita flamígera, reinita garganta de fuego, o bijirita de garganta flameante, es una especie del género de aves Oreothlypis de la familia de los parúlidos del orden de los paseriformes. 

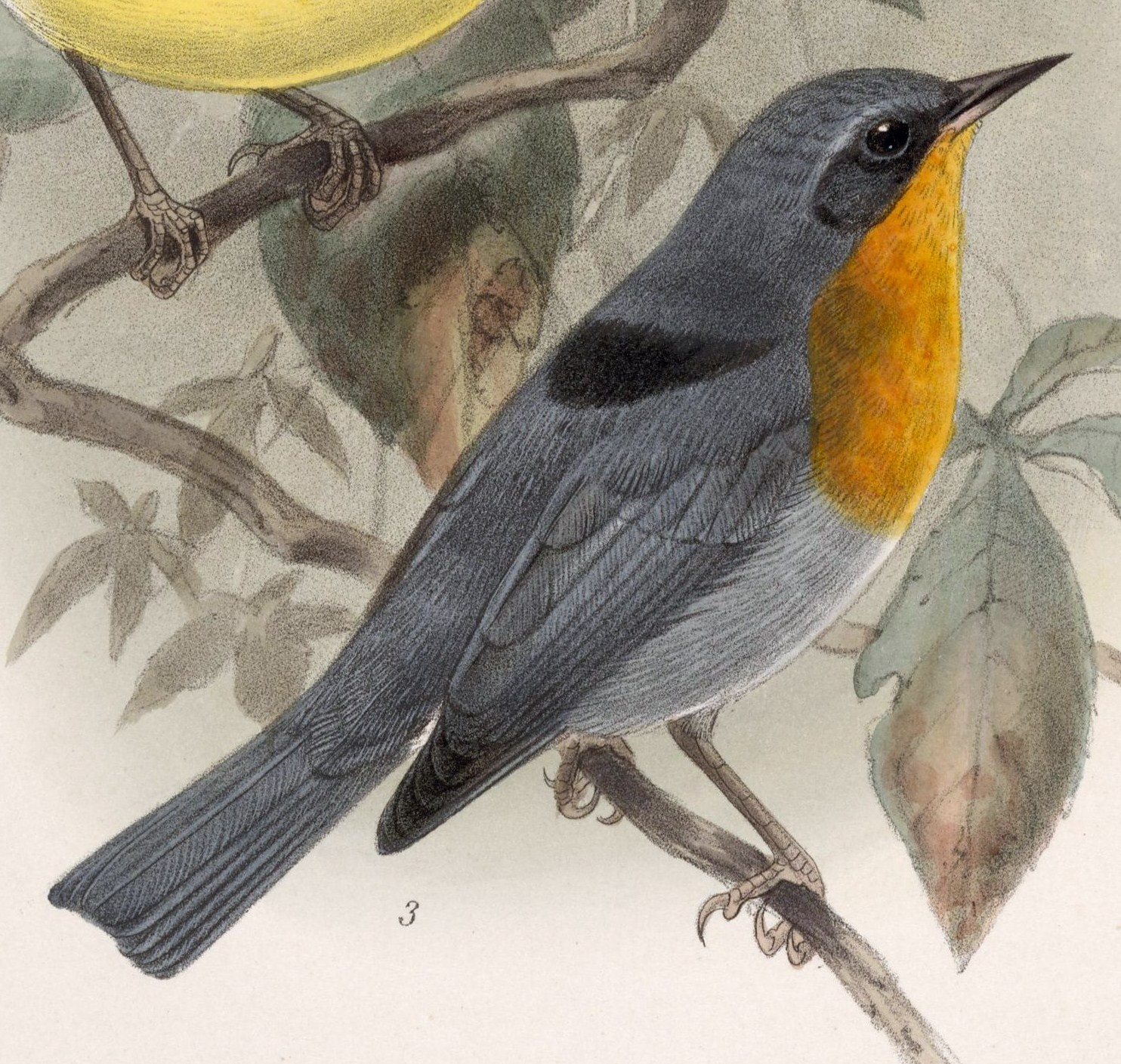
Dibujo de Parula gutturalis (= Oreothlypis gutturalis) publicado en el año 1902 en: Biologia Centrali-Americana. Su autor es el ilustrador de aves holandés John Gerrard Keulemans.

## Características
El adulto tiene una longitud de 12 cm de largo y pesa 10 g. Dorsalmente su plumaje es de color gris pizarra, que pasa a negro en la espalda, lores, y alrededor de los ojos. Tiene la garganta y el pecho de color bermellón, lo que contrasta con el vientre blanquecino. Los sexos son casi idénticos, pero la máscara negra es más extensa en el macho. El juvenil presenta dorsalmente tonos más pardos, y ventralmente más apagados.

## Distribución y hábitat
Distribución
Esta especie es un residente nidificante en montañas del oeste de Panamá y de Costa Rica.
Hábitat
Esta especie habita en el dosel del bosque, bordes de bosques, y claros arbolados, generalmente en altitudes comprendidas entre los 2100 m s. n. m. hasta el límite forestal superior. En la vertiente del mar Caribe, en la época de las lluvias puede llegar a descender hasta los 1400 m s. n. m.

## Costumbres
Alimentación
Su dieta se compone de gusanos, insectos, y arañas, las que captura de entre el follaje con su pico puntiagudo.
Nidificación
Esta especie es territorial en la época reproductiva, pero terminada esta, se unirá a bandadas de otras aves insectívoras. Su nido tiene forma de taza profunda, siempre semicubierto por epífitas o musgos, construida en un árbol bajo. Entre marzo y mayo ovipone en él dos huevos blancos.

## Taxonomía
Esta especie fue descrita originalmente por el ornitólogo alemán Jean Cabanis en el año 1861.
Fue también incluida por algunos autores en los géneros Parula y Vermivora.